# Preis der Stadt Nürnberg
Der Preis für Kunst und Wissenschaft der Stadt Nürnberg würdigt seit 1952 Personen mit herausragenden Leistungen in Kunst und Wissenschaft. Die heute gültigen Richtlinien stehen in der Kunst- und Wissenschaftspreissatzung der Stadt Nürnberg vom 23. Juli 1975.
Die Preise erhalten jeweils Persönlichkeiten, die durch Geburt, Leben oder Werk mit Franken und Nürnberg verbunden sind. Vorgeschlagen werden können die Preisträger durch die Mitglieder des vom Kulturausschuss berufenen Beratergremiums, die Mitglieder des Stadtrates einschließlich der berufsmäßigen Stadträte oder durch Anregungen aus der Bevölkerung. Die vorgeschlagenen Kandidaten werden durch den Kulturausschuss begutachtet, die Beschlüsse fasst anschließend der Nürnberger Stadtrat.
Der Preis setzt sich wie folgt zusammen:
- dem Großen Kulturpreis der Stadt Nürnberg (bis 2016 Preis der Stadt Nürnberg), Vergabe alle zwei Jahre, dotiert mit 10.000 Euro
- bis zu fünf Kulturpreise jährlich (bis 2016 zwei Förderungspreise), dotiert mit insgesamt 20.000 Euro

Bis 2016 wurden auch noch jährlich mehrere Nürnberg-Stipendien vergeben, Preisgeld insgesamt 10.000 Euro.
Die Preise werden vom jeweiligen Oberbürgermeister und dem Kulturreferenten der Stadt Nürnberg übergeben.

## Preisträger

### Großer Kulturpreis der Stadt Nürnberg
- 1952: Hugo Distler (postum), Sep Ruf, Wilhelm Vershofen
- 1953: Leonhard Frank, Max Körner, Hans Liermann
- 1954: Hans Gebhard, Karl Hemmeter, Hermann Kesten
- 1955: Franz Reichel, Wilhelm Schlegtendal, Friedrich Seegy
- 1957: Ludwig Grote
- 1958: Fritz Mayer
- 1960: Willy Spilling
- 1962: Winfried Zillig
- 1963: Karl Küpfmüller
- 1964: Franz Reizenstein
- 1965: Friedrich Hagen
- 1966: Hans Magnus Enzensberger
- 1970: Gerhard Pfeiffer
- 1972: Martha Mödl
- 1973: Max von der Grün
- 1974: Michael Mathias Prechtl
- 1977: Wilhelm Schwemmer
- 1979: Peter Kampehl, Rudolf Endres
- 1981: Ludwig Fels
- 1982: Hans Wollschläger
- 1983: Werner Jacob
- 1984: Sofie Keeser, Elizabeth Kingdon-Grünwald
- 1985: Werner Knaupp
- 1986: Karl Kneidl
- 1988: Fitzgerald Kusz
- 1989: Christiane Milenko-Schreiber
- 1990: Werner Heider
- 1991: Gisela Elsner
- 1992: Kevin Coyne
- 1993: Hermann Glaser
- 1996: Karl-Friedrich Beringer
- 1998: Toni Burghart
- 2000: Volker Staab
- 2002: Horst Schäfer
- 2004: Franz Vornberger
- 2006: Peter Beat Wyrsch
- 2008: Thalias Kompagnons – Theater der Puppen im KaLi
- 2010: Gerhard Falkner
- 2012: Wolfgang Riedelbauch
- 2014: Wolfgang Haffner
- 2016: Peter Angermann
- 2018: Diet Sayler
- 2020: ensemble KONTRASTE
- 2022: Johannes Volkmann
- 2024: Gisela Hoffmann

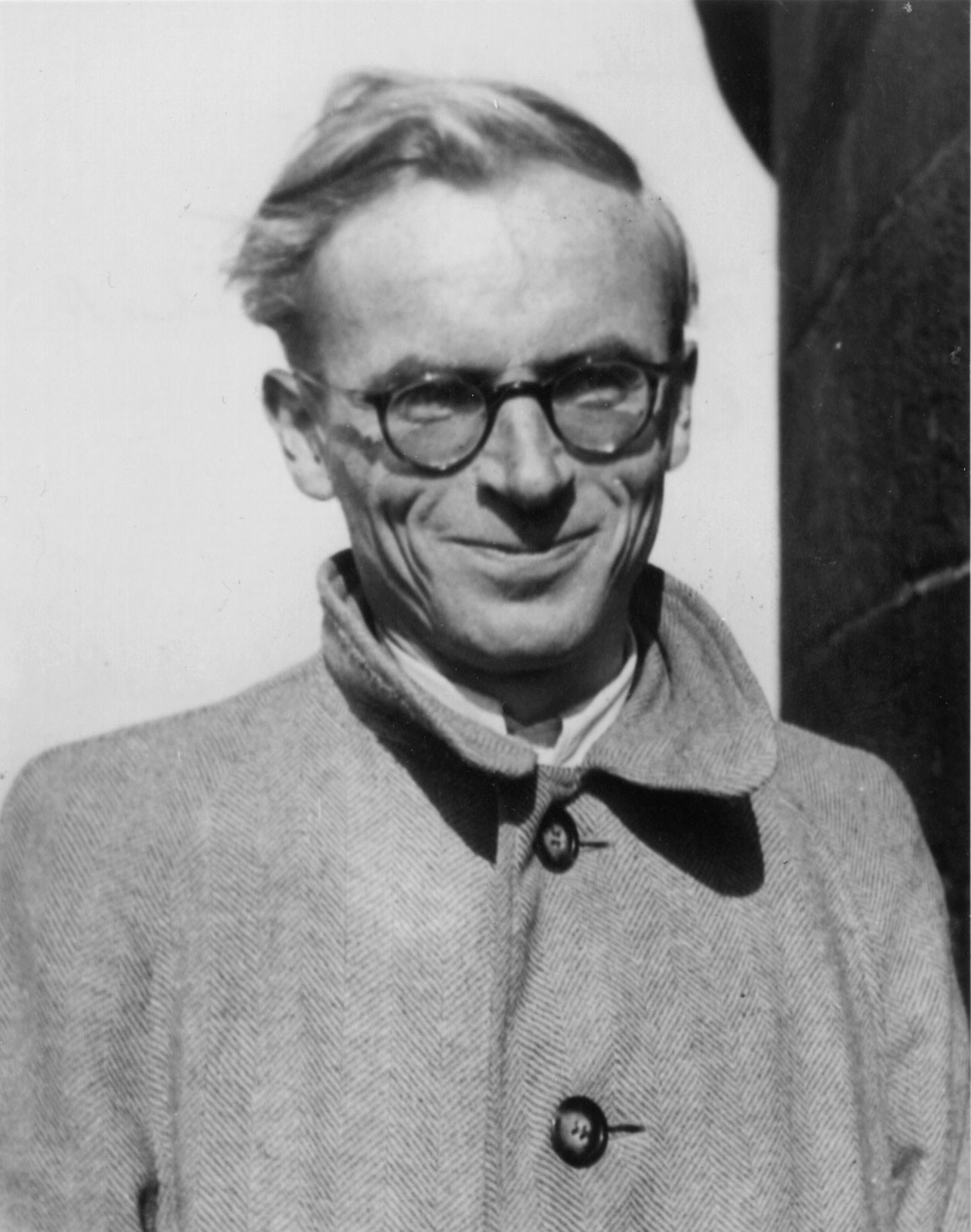
Preisträger 1952: Hugo Distler
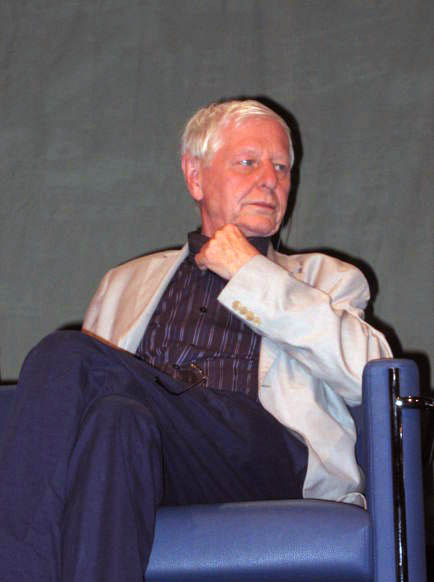
Preisträger 1966: Hans Magnus Enzensberger
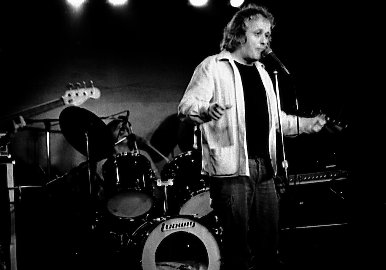
Preisträger 1992: Kevin Coyne

### Kulturpreise
- 1956: Otto Büchner, Ernst Eichhorn, Oskar Koller
- 1957: Egon Eppich, Ernst Gröschel, Werner Heider
- 1958: Robert Saar, Ingomar Bog, Max Söllner
- 1959: Waldram Hollfelder, Heinrich Kunstmann, Michael Mathias Prechtl
- 1960: Claus-Georg König, Peter Heyduck, Siegfried Saschko Gawriloff
- 1961: Hans Gottfried Frenzel, Brigitta Heyduck, Franz Krautwurst
- 1962: Hugo Steger, Helmut Goldmann, Herbert Blendinger
- 1963: Walter Hubert Gräf, Gustav Voit, Theodor Wohnhaas
- 1964: Reinhold Grimm, Anja Thauer, Wilhelm Uhlig
- 1965: Gottlob Haag, Toni Burghart, Dieter Salbert
- 1966: Elisabeth Engelhardt, Hans-Hubert Hofmann, Werner Knaupp
- 1967: Franz Vornberger, Erich Straßner, Werner Jacob, Gerhard Pfohl
- 1968: Hermann Bünte, Claus Henneberg, Hermann Frauenknecht, Josef Ulsamer, Wilhelm Staudacher
- 1969: Herbert Traue, Uwe Brandner, Monika Weiß-Kraußer, Christa Rudloff
- 1970: Angelika Mechtel, Karl Schicker
- 1971: Bodo Boden, Godehard Schramm
- 1972: Christian Mischke, Udo Kaller
- 1973: Ludwig Fels, Horst Brunner
- 1974: Norbert Pfeiffer, Fitzgerald Kusz
- 1977: Alf Schuler, Peter Thiele
- 1978: Maximilian Kerner, Jochen Lobe
- 1979: Gerhard C. Krischker, Manfred Daut
- 1980: Helmut Bieler, Annelie Weinstein
- 1981: Karin Blum, Bernd Klötzer
- 1982: Niklas Holzberg, Rainer Pöhlitz
- 1983: Achim Römer, Wolfgang Sakowski
- 1984: Natascha Wodin, Jitka Lewerentz
- 1985: Rainer Thomas, Hubertus Pöllmann
- 1986: Jutta Czurda, Chris Beier
- 1987: Shiny Gnomes, Peter Engl
- 1988: Achim Göttert-Zadek, Fred Ziegler
- 1989: Michael Seyfried, Wolfgang Haffner
- 1990: John P. Zeitler, Hubertus Heß
- 1991: Dorian Keilhack, Jutta Riedel
- 1992: Cabaza, Tristan Vogt
- 1993: Meide Büdel, Nürnberger Akkordeonorchester
- 1994: Lizzy Aumeier, Geschichte Für Alle e. V.
- 1995: Heinrich Hartl und Renate Sellesnick
- 1996: Gerd Grashausser und Monika Teepe
- 1997: Leni Hoffmann und Dieter Köhnlein
- 1998: Stefan Hippe und Andreas Tschinkl
- 1999: Inge Gutbrod und Elmar Tannert
- 2000: Andreas Oehlert und Florian Henschel
- 2001: Ralf Huwendiek und Fredder Wanoth
- 2002: Feinton, Tanz Theater Ensemble co>labs
- 2003: Team stereo deluxe / culture deluxe, Yogo Pausch
- 2004: Gostner Hoftheater und Ewald Arenz
- 2005: Oliver Boberg und Marc Becker
- 2006: Giorgio Hupfer und die Musikgruppe The Robocop Kraus
- 2007: Christian Faul und Verena Waffek
- 2008: Julian Tölle und die „Galerie Bernsteinzimmer“
- 2009: Christiane Neudecker und der „Verein Nürnberger Burgtheater e. V.“
- 2010: Ursula Kreutz und Dan Reeder
- 2011: Frieder Weiss und das Ensemble JuNo
- 2012: Frantisek Sima und die Band Wrongkong
- 2013: Matthias Böhler und Christian Orendt, Pia Praetorius
- 2014: Klaus Brandl und Susanna Curtis
- 2015: Klaus Jäckle und Rainer Bergmann
- 2016: Gerd Bauer und der Verein Fotoszene e. V.
- 2017 Christina Chirulescu, Barbara Engelhard, Peter Fulda, Johannes Kersting, Kunstverein Nürnberg
- 2018: Dagmar Buhr, Izabella Effenberg, Wilfried Krüger, Jochen Kupfer
- 2019: Dashdemed Sampil, Jan F. Brill, Corinna Zimprich, Theater Dreamteam, Global Art Nürnberger
- 2020: Barbara Bess, Jan Bratenstein, Philip Krömer, Kunstbunker, Edel Extra
- 2021: Jasmin Schmidt, DESI Stadtteilzentrum, Jugendtanzensemble Nürnberg, Johannes Reichert, Andreas Thamm
- 2022: Akne Kid Joe, Lucas Fassnacht, Ludwig Hanisch, Barish Karademir, Projekt 31
- 2023: Eva Borrmann, Pauline Füg, we integrate e. V., NueJazz Festival, Marian Wild
- 2024: Sophie Linnenbaum, Theo Fuchs, Eva Brenner, Desirenen, Quellkollektiv
- 2025: Johannes Felder, Literaturhaus Nürnberg, Orchester Ventuno, Hildegard Pohl, Tante Betty Bar

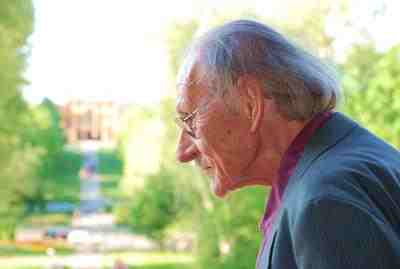
Preisträger 1965: Gottlob Haag
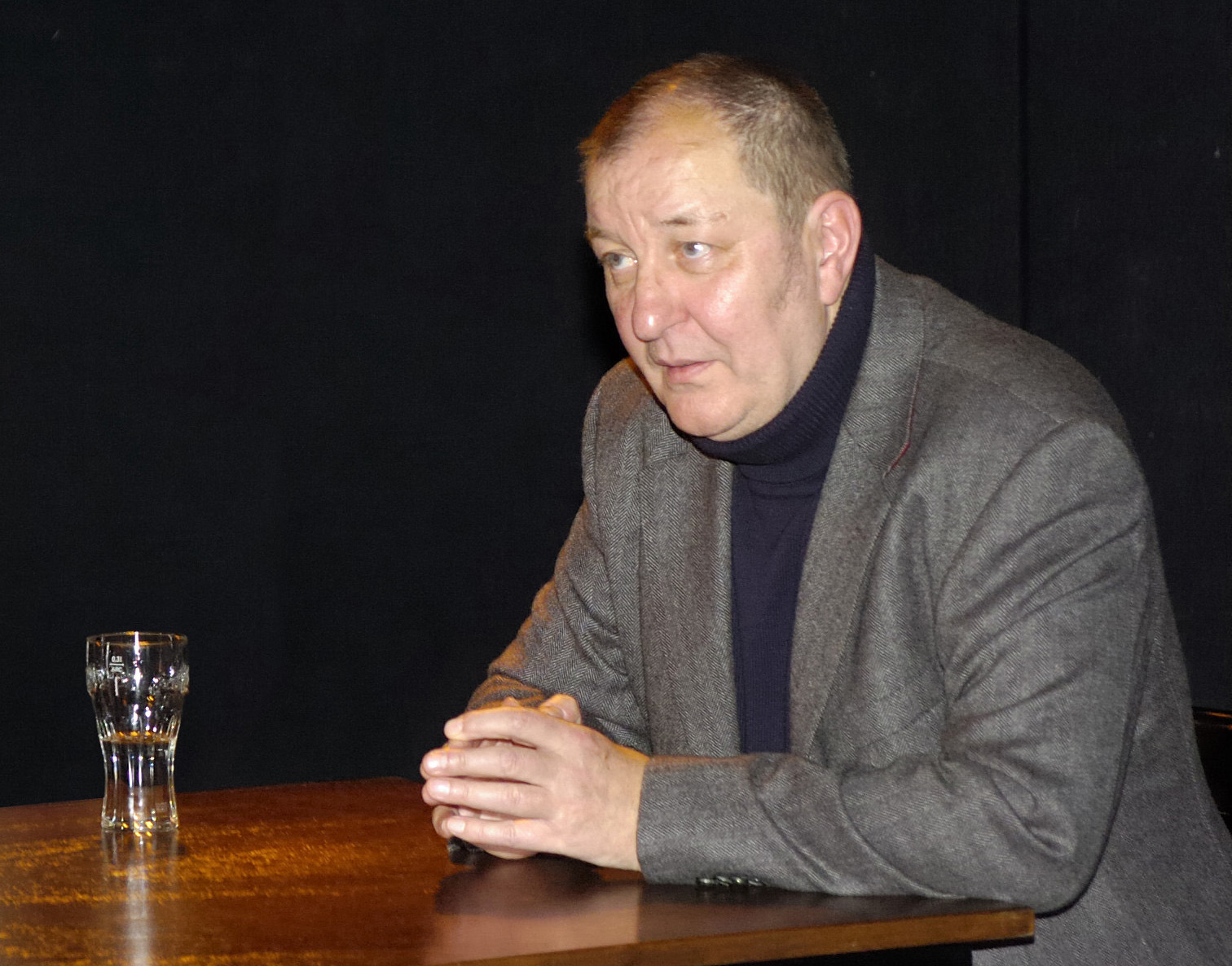
Preisträger 1973: Ludwig Fels
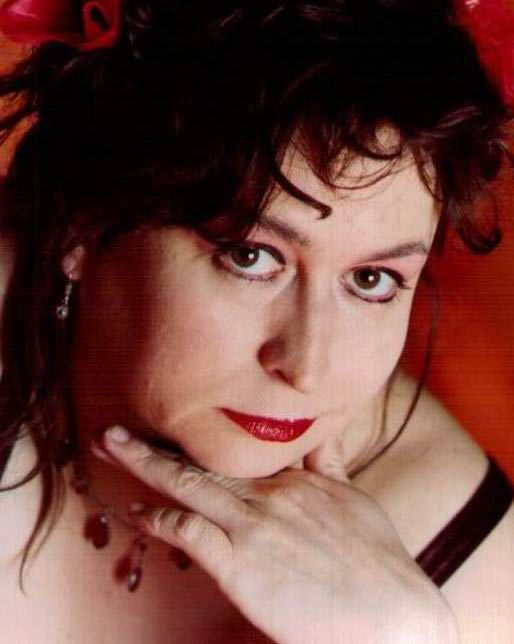
Preisträgerin 1994: Lizzy Aumeier
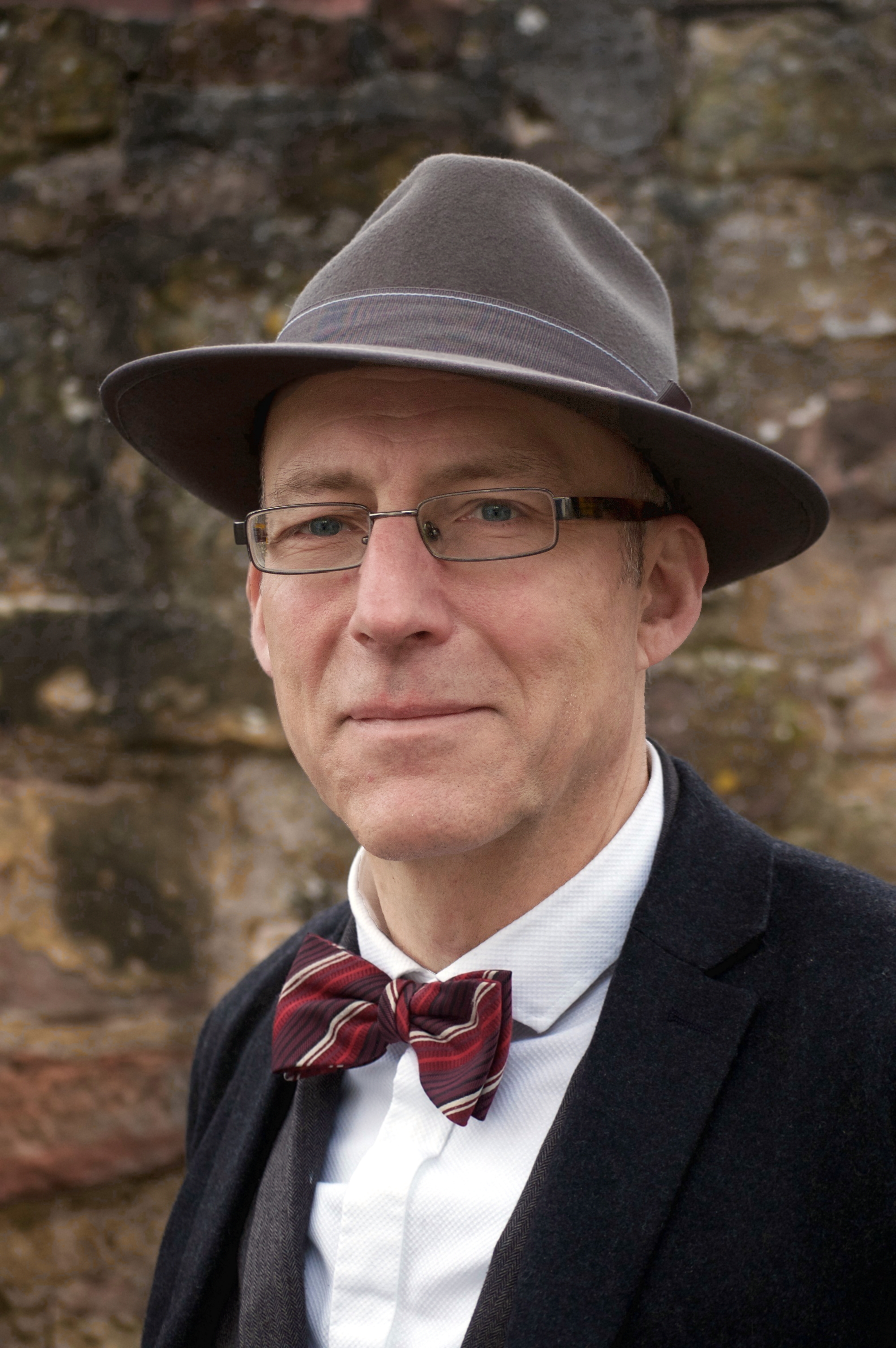
Preisträger 2004: Ewald Arenz
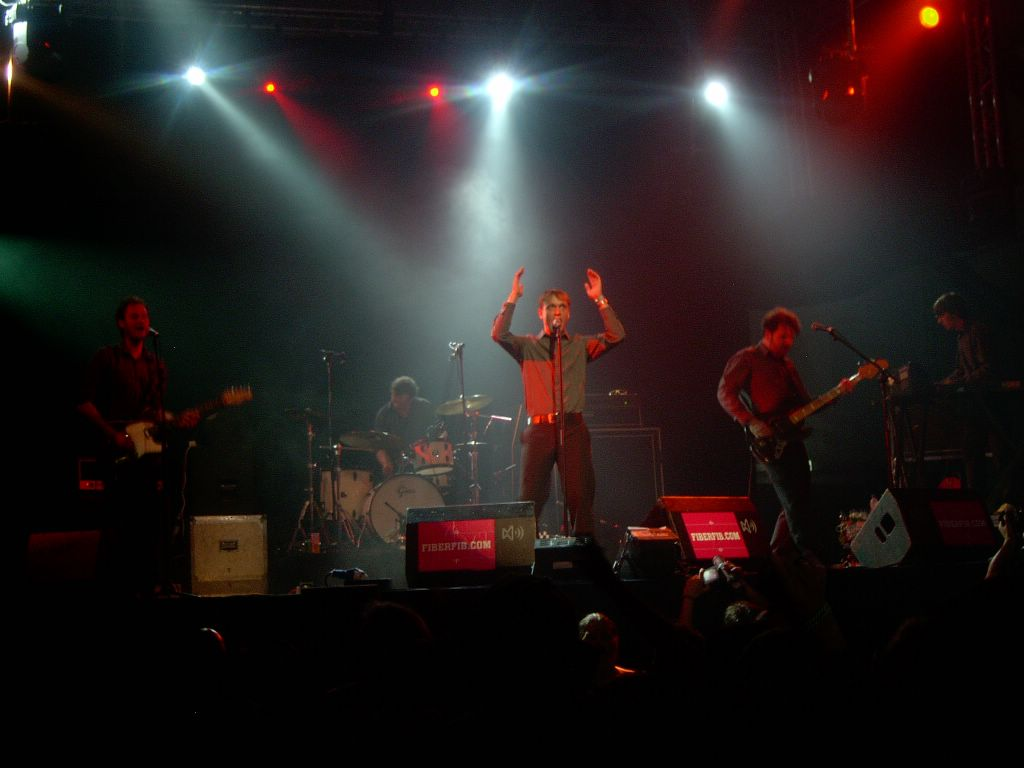
Preisträger 2006: The Robocop Kraus

### Nürnberg-Stipendium
- 1977: Opernstudio Nürnberg e. V.
- 1979: Aktionskreis Urbanistik
- 1987: Hans-Jörg Dürr, Medienwerkstatt Franken, Institut für Ästhetische Grenzbereiche, Nürnberger Burgtheater e. V.
- 1988: Werkbund-Werkstatt Nürnberg, Theater der euphorischen Lustlosigkeit
- 1989: Theater Mummpitz, Gostner Hoftheater e. V., Jerzy Przezdziecki
- 1990: Harmonia Vocalis, Roseau-Quintett, The Truffauts
- 1991: Michael Seyfried, Neue Pegnitzschäfer Nürnberg e. V., Initiative Filmhaus Nürnberg
- 1992: Hansjörg Schäfer
- 1993: Theater Pfütze, AG-Zwischennutz
- 1994: Pocket Opera Company
- 1995: Team Türkische Filmtage, Tanzwerk Nürnberg
- 1996: Stefan Grasse, Sunday Night Orchestra
- 1997: R.A.D.I.O. e. V. (Radio Z), Initiatoren des „Theater der Puppen im alten KALI“
- 1998: InterForum, Der Straßenkreuzer
- 1999: Reiner Holzemer, Buddy & the Huddle
- 2000: Cordula Wirkner, Theater Mummpitz für die Ausrichtung des europäischen Kindertheaterfestivals „Panoptikum“
- 2001: „Der Rote Bereich“, Friedhelm Kröll, „Das Forum für angewandte Kunst“
- 2002: „Das Papiertheater“ von Johannes und Florian Volkmann, Gerhard Falkner
- 2003: „ensemble KONTRASTE“, Dieter Stoll, Andreas Radlmaier, Gerhard Mayer, Christian Rösner
- 2004: Peter Hammer und die Band Missouri
- 2005: Frauke Boggasch, der Jazz-Saxophonist Alejandro Sánchez und die Crossover-Reggae-Band „Yohto“
- 2006: Anne Sterzbach, Carlos Cortizo und das Theater Rootslöffel
- 2007: Susanne Carl, Harri Schemm, Internationales Kammermusikfestival Nürnberg und die Musikgruppe „Wuppinger & l'Orchestre Europa“
- 2008: Matthias Egersdörfer, Yara Linss und Band, „Team Brückenfestival Nürnberg“
- 2009: Matthias Ank, Michaela Domes, Reinhold Horn und die Musikgruppe „The Audience“
- 2010: Lena Dobler, Sebastian Kuhn, die Band Carlos Reisch und der Verein „Zentrifuge“
- 2011: Florian Tuercke, Philipp Moll, die Band „The Great Bertholinis“, Sebastian Manz
- 2012: Casa e. V., Michael Jakob, Andrea Sohler, Martti Trillitzsch
- 2013: Tobias Hacker (alias Gymmick), Thomas May, der Verein MetropolMusik und die Band „Smokestack Lightnin’“
- 2014: „Hemdendienst“ (Subkultur-Verein), Stefanie Pöllot, Susanne Roth, Dufay-Ensemble
- 2015: Rebecca Trescher, Ullabritt Horn, Christian Schloyer, Thilo Westermann
- 2016: „A Tale of Golden Keys“ (Band), Franz Janetzko, Sebastian Tröger, „Poetisches Theater des Projekts Muse(en)-Lesungen“

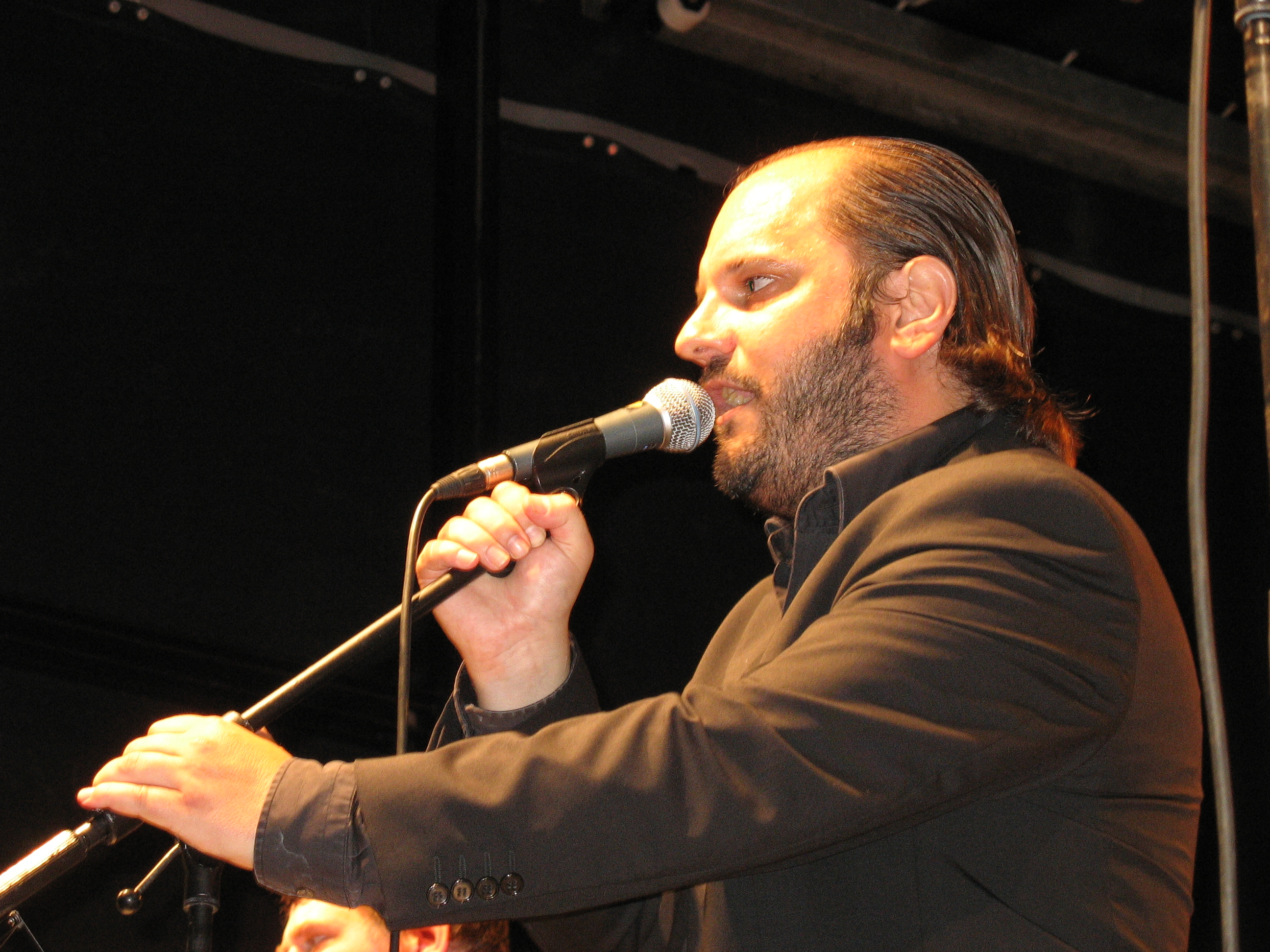
Preisträger 2008: Matthias Egersdörfer
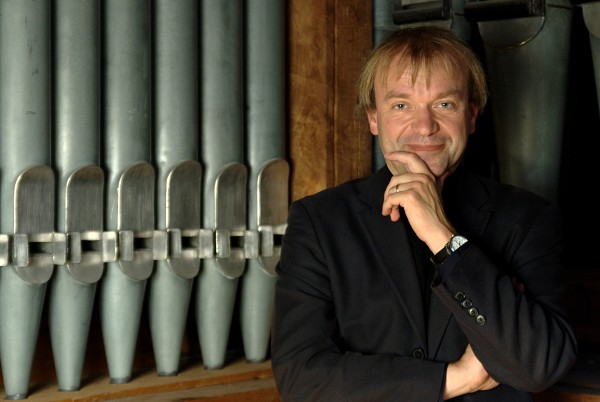
Preisträger 2009: Matthias Ank
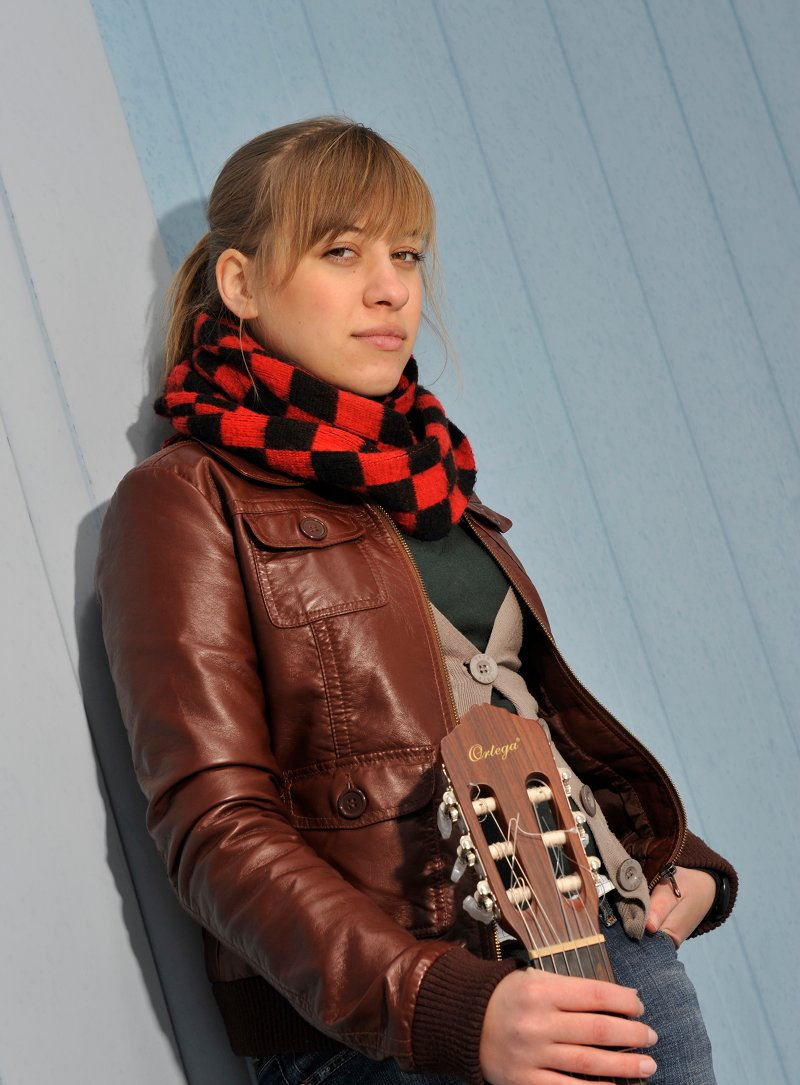
Preisträgerin 2010: Lena Dobler